# Oecetis searica
Oecetis searica is een schietmot uit de familie Leptoceridae. De soort komt voor in het Oriëntaals gebied.